# Pascal Canfin
Pascal Canfin, né le 22 août 1974 à Arras (Pas-de-Calais), est un journaliste et homme politique français. Il est député européen de 2009 à 2012 et depuis 2019, réélu en 2024, sous différentes étiquettes.
Membre d'Europe Écologie Les Verts jusqu'en 2015, il est ministre délégué au Développement dans les gouvernements de Jean-Marc Ayrault de 2012 à 2014. Entre juillet 2014 et janvier 2016, il est conseiller principal pour le climat du World Resources Institute (WRI), think tank américain spécialisé dans les questions environnementales. À ce titre, il travaille à la préparation de la COP21, la Conférence de Paris de 2015 sur les changements climatiques.
Le 20 novembre 2015, il est nommé directeur général du WWF France, dont il prend la tête le 6 janvier 2016.
Il quitte son poste le 25 mars 2019 pour se consacrer aux élections européennes. Il est élu en mai 2019 sur la liste Renaissance de La République en marche et devient président de la commission de l'environnement, de la santé publique et de la sécurité alimentaire. À son initiative, le Parlement européen déclare le 28 novembre 2019 l'état d'urgence climatique. Il est de nouveau élu eurodéputé avec la coalition présidentielle en juin 2024.

## Famille
Pascal Joseph Robert Canfin naît à Arras. Sa mère est catholique. Son père, conseiller municipal communiste arrageois auprès de Guy Mollet puis de Léon Fatous, travaille aux Assedic. Son grand-père était mineur de fond dans le Pas-de-Calais.
Il a vécu avec Éva Sas, députée de l'Essonne, avec laquelle il a deux enfants, puis avec Claire Alet, journaliste et rédactrice en chef adjointe du mensuel Alternatives économiques, avec qui il a un enfant.

## Formation et débuts professionnels
Il est diplômé de l’Institut d'études politiques de Bordeaux et de l’université de Newcastle (Royaume-Uni).
Chargé de mission à la Confédération française démocratique du travail (CFDT) du Nord-Pas-de-Calais de 1997 à 1999, il est ensuite consultant en ressources humaines de 1999 à 2003. D'abord intéressé par la semaine de quatre jours, il milite au sein de l'association Nouvelle Donne, créée par Pierre Larrouturou.
De 2004 à 2009, il est journaliste au mensuel Alternatives économiques, spécialiste des questions liées à l’environnement, à l’économie sociale et solidaire, à la responsabilité sociétale des entreprises.

## Carrière politique
Parallèlement à son activité de journaliste, il s'engage en politique au sein des Verts en 2001. Il en est responsable de la commission « Économie, social et services publics » entre 2005 et 2008.

### Député européen (2009-2012 et 2014)
Aux élections européennes de 2009 en France, il est candidat dans la circonscription Île-de-France sur la liste Europe Écologie, en troisième position derrière Daniel Cohn-Bendit et Eva Joly. La liste obtient 20,86 % des voix et quatre sièges, ce qui lui permet d'être élu député européen.
Au Parlement européen, il est membre de la commission des affaires économiques et monétaires, de la commission spéciale sur la criminalité organisée, la corruption et le blanchiment de capitaux et de la délégation pour les relations avec les États-Unis. Il est également suppléant de la commission du marché intérieur et de la protection des consommateurs et de la délégation pour les relations avec la république populaire de Chine. Il est vice-président de l'intergroupe services publics du Parlement européen.
Il est rapporteur du Parlement sur le règlement visant à encadrer les ventes à découvert et les credit default swaps (CDS), qui est adopté par la Commission des affaires économiques et monétaires du Parlement en mars 2011, puis en première lecture en session plénière du Parlement en novembre 2011, par 507 voix pour, 25 contre et 109 abstentions. Les principales dispositions soutenues par ce texte sont le contrôle des ventes à découvert et l'interdiction des CDS à nu sur les dettes des États européens, c'est-à-dire des CDS qui sont achetés par des investisseurs qui ne détiennent pas le risque dont le CDS les protège, accusés d'avoir accéléré la spéculation sur la dette grecque. À la suite du vote du texte au Parlement, il mène la négociation avec le Conseil des ministres qui représente les États. Cette négociation débouche sur un compromis, qui reprend l'interdiction des CDS à nu, malgré l'opposition initiale de certains États, et encadre plus strictement les ventes à découvert. Pour Canfin, « l'interdiction des CDS à nu sur la dette souveraine est une grande victoire »,. Il est aussi le négociateur pour le Groupe des Verts/Alliance libre européenne de plusieurs projets législatifs.

#### Finance Watch
(novembre 2015).
En juin 2010, à l'initiative de Pascal Canfin, vingt-deux députés européens chargés de réglementer les marchés financiers et les banques lancent un appel à la société civile pour qu'elle crée une organisation non gouvernementale capable de développer une expertise sur les activités menées sur les marchés financiers par les principaux opérateurs (banques, compagnies d'assurance, fonds spéculatifs, etc.). L'appel prend le nom de Finance Watch. Les premiers signataires sont rejoints par près d'une centaine d'autres députés européens, des élus nationaux et régionaux de plusieurs pays de l'Union européenne,.
En juin 2011, l'ONG Finance Watch voit le jour.

### Ministre délégué au Développement
Le 16 mai 2012, Pascal Canfin, quitte le Parlement européen à la suite de sa nomination par François Hollande comme ministre délégué auprès du ministre des Affaires étrangères chargé du Développement. Dans l'une de ses premières annonces en tant que ministre chargé du développement, Pascal Canfin estime que « la France a normalisé ses relations avec l'Afrique ». Il estime que la « dissolution de la 'cellule Afrique' », organe charnière du système de la Françafrique, incarne la rupture annoncée par François Hollande dans les relations entre la France et l'Afrique.
Le 26 avril 2013, à l'occasion d'un déplacement programmé au Mali, Pascal Canfin refuse d'embarquer dans un avion dans lequel était présent un étranger qui était alors éloigné de la France sous escorte policière, condamné pour attaque à main armée et viol aggravé sur mineur, suscitant certaines interrogations dans la presse. L'autre ministre écologiste du gouvernement, Cécile Duflot, déclare alors soutenir Pascal Canfin dans son « refus de cautionner ces expulsions » en affirmant que cette affaire reposait « la question de la double peine ».
En novembre 2013, démentant les rumeurs concernant une possible suppression de l'écotaxe faisant suite aux manifestations contre celle-ci, il affirme qu'elle sera bien appliquée,.
Il quitte son poste avec la démission du deuxième gouvernement de Jean-Marc Ayrault le 31 mars 2014 ; le même jour, face à la nomination de Manuel Valls en tant que Premier ministre, il déclare dans un communiqué commun avec la ministre du Logement, Cécile Duflot, ne pas vouloir reprendre un poste de ministre dans ce nouveau gouvernement par conviction politique. Le 3 mai suivant, il retrouve son siège de député au Parlement européen, qu'il conserve jusqu'à la fin de la législature le 30 juin suivant.

#### Aide au développement et solidarité internationale
Engagement du président de la République lors de la campagne pour les élections présidentielles, les Assises du développement et de la solidarité internationale se sont tenues entre novembre 2012 et mars 2013. À l’issue de la clôture des Assises, Il est décidé de créer une nouvelle structure permanente de concertation avec la société civile : le Conseil national du développement et de la solidarité internationale (CNDSI).
En février 2013, il accompagne le président de la République François Hollande lors de son déplacement au Mali après le début de l'intervention militaire française dans le pays. À cette occasion, il annonce vouloir donner « une nouvelle perspective de développement pour le Mali ».
Pascal Canfin présente le projet de « loi d'orientation et de programmation relative au développement et à la solidarité internationale » en Conseil des ministres le 11 décembre 2013, avec comme priorités la lutte contre la pauvreté et la protection de l'environnement. Ces engagements seront contrôlés par la mise en place d'indicateurs (par exemple le nombre d'enfants scolarisés ou de foyers raccordés à un réseau électrique). La loi est adoptée en première lecture à l'Assemblée nationale le 10 février 2014, et sera examinée au Sénat le 5 mai 2014.

#### Politique de développement et Développement durable
Pascal Canfin envisage la politique de développement comme étroitement liée aux objectifs de développement durable[réf. nécessaire]. 

#### Transparence, lutte contre la corruption et paradis fiscaux
En matière d'aide au développement, depuis la fin de l'année 2012, l'Agence française de développement(AFD) exclut « de ses marchés les entreprises impliquées dans des cas de corruption », entreprises identifiables via la liste dressée par la Banque mondiale. Par ailleurs, depuis mai 2013, l'AFD s'est dotée d’une liste élargie de paradis fiscaux, avec lesquels, « l’organisme ne pourra plus travailler, à l’avenir ». Plus précisément, l'argent de l'aide au développement ne pourra plus transiter dans ces paradis fiscaux. Enfin, Pascal Canfin souhaite favoriser la transparence des flux financiers en engageant la France dans la création d'une éventuelle « task force » intitulée « Inspecteurs des impôts sans frontières », chargés d'aider les pays en développement à contrôler les déclarations fiscales des multinationales.

#### Fiscalité du diesel
Le 12 septembre 2013, le journal Libération fait sa une sur la fiscalité du diesel citant Pascal Canfin : « L'État ne peut plus subventionner un produit meurtrier responsable de la mort de 15 000 personnes par an. J’ai deux enfants, comme beaucoup de Français, et je ne veux pas prendre la responsabilité qu’on me dise dans cinq, dix, quinze ans : Pourquoi vous n’avez rien fait ? [...] Je ne peux pas imaginer qu’une majorité de gauche ne fasse rien sur ce sujet. » Le quotidien note que le gouvernement a refusé de revenir sur l’avantage fiscal dont bénéficie le diesel.

### World Resources Institute
Depuis le 1er juillet 2014, Pascal Canfin est conseiller principal pour le climat du World Resources Institute (WRI), think tank américain classé comme le plus influent au monde sur les questions environnementales, dans le cadre de la préparation de la Conférence de Paris de 2015 sur les changements climatiques. À ce titre il copréside avec Alain Grandjean la commission pour les financements innovants en faveur du climat mise en place par le président de la République française. De 2014 à 2017, il codirige également, avec Olivier Nay, le master 2 « Développement et action humanitaire » de l'université Paris 1 Panthéon-Sorbonne.
Il est l'auteur, en 2015, avec Peter Staime de Climat : 30 questions pour comprendre la Conférence de Paris.

### WWF France
Il prend la fonction de directeur général de l'organisation écologiste WWF France à partir de janvier 2016, où il remplace Philippe Germa, mort durant l'été 2015. Le 25 mars 2019, il annonce son départ de l'organisation afin de préparer les élections européennes où il est pressenti pour intégrer la liste LREM.

### Haut conseil pour le Climat
En novembre 2018, il est nommé par le président de la République Emmanuel Macron parmi les 13 membres du Haut Conseil pour le climat, créé la même année et placé auprès du Premier ministre.

### De nouveau député européen depuis 2019
Après son départ de WWF France, Pascal Canfin est pressenti pour intégrer la liste LREM pour les européennes de 2019. Il sera numéro 2 derrière Nathalie Loiseau,. Certaines associations environnementales se disent alors choquées. Il s'en explique en affirmant avoir reçu d'Emmanuel Macron des assurances que l'écologie serait « l'axe majeur, premier et transversal » de son projet européen. L'eurodéputé français, élu sur la liste LREM, est élu président la commission chargée de l'environnement au Parlement européen, le mercredi 10 juillet. Il choisit comme assistant parlementaire Karl Pincherelle, qui exerça auprès de Gilles Pargneaux (Parti socialiste puis LREM).
Il est élu président de la commission de l'environnement, de la santé publique et de la sécurité alimentaire. À son initiative, le Parlement européen déclare l'« État d'urgence climatique ». En décembre 2019, cette commission de l’environnement adopte une résolution soulignant les faiblesses de l’initiative européenne pour les pollinisateurs, qui l’empêchent de suffisamment s’attaquer aux causes principales du déclin des pollinisateurs en Europe.
Dans le cadre du Green Deal, un « énorme paquet de législations environnementales », présenté par la Commission européenne, il agit en faveur de la neutralité carbone à l'horizon 2050, et d'une réduction de 50 à 55 % des émissions de gaz à effet de serre en 2030 et d'une « transition juste » Lors des manifestations d’agriculteurs début 2024, Pascal Canfin devient un symbole de l’« Europe des normes » fustigé par les syndicats agricoles, la droite et le camp nationaliste et plus généralement pour les faiblesses et incohérences du "green deal", controversé en raison des disparités de concurrence d'un pays européen à l'autre.
Il est quatrième sur la liste Besoin d'Europe aux élections européennes de 2024 et donc en position éligible. Il conserve un siège d'eurodéputé.
Le 27 septembre 2024, Pascal Canfin annonce sa démission du bureau exécutif de Renaissance, critiquant le soutien de son parti au gouvernement de Michel Barnier qu'il qualifie de « gouvernement largement orienté à droite et dont la survie dépend du bon vouloir du Rassemblement national ».

## Distinction
- Chevalier de l'ordre national du Mérite (2 mai 2017), au titre de « directeur général d'une association œuvrant pour la protection de l'environnement, ancien ministre ; 21 ans de services. »[3].

## Publications

### Ouvrages
- L'Économie verte expliquée à ceux qui n'y croient pas (préf. Dominique Voynet, ill. Yann Wehrling), Les Petits matins, 2007, 152 p. (présentation en ligne)
- Consommer responsable. Alimentation, Construction, Voyages, Habillement, Transport…, Flammarion, 2008
- avec Wilfrid Séjeau, C'est pollué près de chez vous. Les scandales écologiques en France, Les Petits matins, 2008
- Le Contrat écologique pour l'Europe (préf. Daniel Cohn-Bendit), Les Petits matins, 2009
- Ce que les banques vous disent… et pourquoi il ne faut presque jamais les croire, Paris, Les Petits matins, 2012, 123 p. (ISBN 978-2-36383-000-5)
- Imaginons… dialogues avec une ouvrière à la chaîne, un patron de PME, un financier…, Les Petits matins, août 2014*Climat : 30 questions pour comprendre la Conférence de Paris, Les Petits Matins, 2015.*avec Laurent Berger et Philippe Frémeaux, Réinventer le progrès, Les Petits Matins, 2016

### Articles
- « Notre défi : inventer un développement social et durable », revue Projet, janvier 2014